# Pilophorus yunnanensis
Pilophorus yunnanensis är en lavart som beskrevs av L. S. Wang & X. Y. Wang. Pilophorus yunnanensis ingår i släktet Pilophorus och familjen Cladoniaceae.   Inga underarter finns listade i Catalogue of Life.